# Adetus postilenatus
Adetus postilenatus är en skalbaggsart som beskrevs av Bates 1885. Adetus postilenatus ingår i släktet Adetus och familjen långhorningar.
Artens utbredningsområde är:
- Guatemala.
- Panama.

Inga underarter finns listade i Catalogue of Life.